# Ebro (Florida)
Ebro és un poble dels Estats Units a l'estat de Florida. Segons el cens del 2000 tenia 250 habitants.

## Demografia
Segons el cens del 2000, Ebro tenia 250 habitants, 102 habitatges, i 63 famílies. La densitat de població era de 30,6 habitants/km².
Dels 102 habitatges en un 33,3% hi vivien nens de menys de 18 anys, en un 47,1% hi vivien parelles casades, en un 10,8% dones solteres, i en un 38,2% no eren unitats familiars. En el 32,4% dels habitatges hi vivien persones soles el 9,8% de les quals corresponia a persones de 65 anys o més que vivien soles. El nombre mitjà de persones vivint en cada habitatge era de 2,45 i el nombre mitjà de persones que vivien en cada família era de 3,1.
Per edats la població es repartia de la següent manera: un 23,2% tenia menys de 18 anys, un 12% entre 18 i 24, un 29,2% entre 25 i 44, un 27,6% de 45 a 60 i un 8% 65 anys o més.
L'edat mediana era de 36 anys. Per cada 100 dones de 18 o més anys hi havia 102,1 homes.
La renda mediana per habitatge era de 28.750 $ i la renda mediana per família de 40.833 $. Els homes tenien una renda mediana de 33.333 $ mentre que les dones 25.208 $. La renda per capita de la població era de 14.504 $. Entorn del 20,6% de les famílies i el 21% de la població estaven per davall del llindar de pobresa.

## Poblacions més properes
El següent diagrama mostra les poblacions més properes.